# Montevideo dos
Montevideo dos es el decimoséptimo álbum solista de estudio de Rubén Rada, y el segundo, de dos discos, con distribución internacional producidos por el sello Big World Music. Fue editado en 1999.

## Historia
El disco se armó con temas que habían quedado afuera del primer Montevideo (1996). Las sesiones son las mismas y fueron lideradas por Rubén Rada y Hugo Fattoruso. También se sumaron algunas grabaciones realizadas en el Estudio del Cordón de Montevideo.
En Uruguay su lanzamiento tuvo poca repercusión, en medio de la edición de tres discos de Rada comercialmente exitosos: Miscelánea negra (1997), Black (1998) y Quién va a cantar (2000).
“Ayer te vi” y “Botija de mi país” son los dos clásicos de Rada regrabados en Montevideo dos. “Mejor me voy” es otra canción clásica que pertenece a Eduardo Mateo y es de la época de El Kinto.
“La cebolla” y “Llamada” formaron parte del disco Botija de mi país (1997) grabado con Eduardo Mateo.
“Canción para enamorar veteranas”, tema instrumental, y “Los cocos” pertenecen al disco Las aventuras de Ruben Rada y Litto Nebbia (1990).
“Al siete y medio pago” es un tema sin letra, que Rada volvería a regrabar para el álbum instrumental Confidence (2011).
“Que no le compro yo” previamente había aparecido en el disco de Quinto Cinalli Southamerican Rhythms & Latin Rarities de 1997, con participación de Rada (Cinalli había tocado batería en el disco de Rada Terapia de murga (1991).) (“Llamada” también fue grabada en el disco de Cinalli.) Rada volvería a grabar “Que no le compro yo” en el disco con Javier Malosetti, Varsovia (2007) y The Rada´s Old Boys (Daniel "Lobito" Lagarde, Ricardo Nolé y Nelson Cedréz) la versionaron en una interpretación extendida, en dos partes, para su disco Homenaje a Rada (2016).
“Julieta” es una canción para su hija. Rada había grabado previamente, para sus otros dos hijos, “Lucila II” en En familia (1983) y “Matías, el nuevo embajador” en Siete vidas (1987).
“Chevrolé” fue compuesta por Hugo Fattoruso para la película El Chevrolé (1999) (donde actúan Rada y Fattoruso), e “Inner City Blues” es una versión de la canción de Marvin Gaye, tercer sencillo del disco What’s Going On (1971).
Montevideo dos fue reeditado en Argentina en 2013 por Pelo Music, con diferente arte de tapa, y en Uruguay en 2017 por Montevideo Music Group.

## Lista de temas
1. La cebolla (Rubén Rada)
2. Ayer te vi (Rubén Rada)
3. Julieta (Rubén Rada)
4. Cumpa (Rubén Rada)
5. Botija de mi país (Rubén Rada)
6. Mejor me voy (Eduardo Mateo)
7. Inner City Blues (Marvin Gaye)
8. Al siete y medio pago (Rubén Rada)
9. Chevrolé (Hugo Fattoruso)
10. Los cocos (Rubén Rada)
11. Canción para enamorar veteranas (Rubén Rada)
12. Que no le compro yo (Rubén Rada)
13. Llamada (Rubén Rada)
14. Rainin’ (Rubén Rada)

## Ficha técnica
- Rubén Rada: Voz (percusión en 1, 2, 3, 5, 7, 8, 10, 11, 12 y 13  (cajón peruano en 4)
- Hugo Fattoruso: Teclados en 2 a 7 y 9 a 13 (piano y acordeón en 5, platillo en 4, percusión en 13 y voz en 9)
- Bakithi Kumalo: Bajo en 4, 7, 10, 11, 12 y 13
- Anton Fig: Batería en 3, 7, 11, 12 y 13
- Ringo Thielmann: Bajo en 2 y 5
- Hiram Bullock: Guitarra en 3 y 7
- José Pedro Beledo: Guitarra acústica en 4 y 10, guitarra en 12
- Héctor Prendez: Batería en 2
- Fernando "Lobo" Nuñez: Tambor piano en 2 y 5
- Jorge "Foque" Gomez: Tambor chico en 2 y 5
- Noe Nuñez: Tambor repique en 2 y 5
- Mark Feldman: Violín en 5
- Alexander Sipiagin: Fiscorno
- Carol Moore: Coros en 12
- Arreglos: Rubén Rada en 1, 8 y 14, Hugo Fattoruso en 9, Hugo Fattoruso y Rubén Rada en 2, 3, 5, 6, 10, 11, 12 y 13, José Pedro Beledo en 4 y Hiram Bullock en 7
- Producido por Rubén Rada, Hugo Fattoruso y Neil Weiss
- 7 producida por Hiram Bullock y Neil Weiss
- 4 y 10 asistencia en preproducción por José Pedro Beledo
- Grabado y mezclado en Easytside Sound, New York City
- Ingeniero de grabación: Tom Swift & A. W. Dick
- 8 y 9, y percusión de candombe en 2 y 5 grabado en Estudio Del Cordón, Montevideo, Uruguay, ingeniero de sonido Luis Restuccia, asistente Daniel Canoura
- Masterizado por Jay Newland en B.M.G. Studios, New York City
- Fotografías: Jorge "Bocha" Vidart
- Diseño gráfico: Jeff Wong, Leonardo and Neil Weiss